# Technical Ecstasy
Technical Ecstasy è il settimo album dei Black Sabbath, pubblicato nel 1976.

L'album ha venduto quasi 1 200 000 copie in tutto il mondo.

## Il disco
Technical Ecstasy determina un chiaro distacco da parte della band dalle sonorità massicce dei primi album (soprattutto di Paranoid e Master of Reality), per avvicinarsi ad un sound più duttile arricchito da tastiere, sintetizzatori e musica d'orchestra. A causa di ciò l'album, pur venendo premiato con un disco di platino in patria e uno d'oro negli Stati Uniti, è stato oggetto di discussioni da parte dei fan della band (tanto da essere considerato da più critici come uno degli album meno riusciti dell'era Ozzy) che, già perplessi delle sperimentazioni iniziate negli album precedenti (in Sabbath Bloody Sabbath e Sabotage), continuarono a disilludersi dello stile iniziale dei Black Sabbath. Il brano stile Beatles It's Alright è cantato dal batterista Bill Ward. Agli inizi degli anni '90 il brano venne reinterpretato dai Guns N' Roses durante l'Use Your Illusion Tour come introduzione a November Rain e successivamente pubblicato nell'album
Live Era 87-93.

## Tracce
Tutte le tracce sono state composte da Ozzy Osbourne, Tony Iommi, Geezer Butler e Bill Ward.
Lato A
1. Back Street Kids – 3:46
2. You Won't Change Me – 6:34
3. It's Alright – 3:58
4. Gypsy – 5:10

Lato B
1. All Moving Parts (Stand Still) – 4:59
2. Rock 'n' Roll Doctor – 3:25
3. She's Gone – 4:51
4. Dirty Women – 7:13

## Formazione
- Ozzy Osbourne - voce
- Tony Iommi - chitarra
- Geezer Butler - basso
- Bill Ward - batteria; voce in It's Alright

### Collaboratori
- Gerald Woodruffe - tastiere